# Teotecno
Teotecno (em latim: Theotecnus) foi um clérigo romano do século III, que esteve ativo nas províncias orientais do Império Romano. Era membro da escola de Orígenes e em algum momento após 258 tornar-se-ia bispo de Cesareia em sucessão de Dono. Nessa função, convenceu o soldado Marino a manter-se firme em sua fé e aceitar as consequências de sua escolha durante seu julgamento em 262.
Logo no início de seu episcopado, ordenou o jovem Anatólio e selecionou-o como seu sucessor presuntivo. Ambos exerceram ofício conjuntamente até 268, quando Anatólio foi convocado a Antioquia para participar dum sínodo e foi convencido pelos habitantes de Laodiceia a permanecer ali e suceder o falecido Eusébio como bispo. Teotecno manteve-se na posição de bispo até ca. 302/303, quando foi sucedido por Agápio.